# Trump Steaks
Pour les articles homonymes, voir Trump.
Trump Steaks est une marque, aujourd'hui abandonnée, de steak et autres viandes détenue par l'homme d'affaires Donald Trump. La marque est lancée en 2007 et vendue exclusivement par Sharper Image et QVC. Les Trump Steaks connaissent un échec commercial et sont abandonnés par leur distributeur au bout de deux mois.

## Histoire

### Lancement et fin de la marque
Donald Trump, alors homme d'affaires, enregistre en août 2006 le nom Trump Steaks en tant que marque déposée aux États-Unis. Les produits Trump Steaks sont lancés le 8 mai 2007[réf. nécessaire] exclusivement dans le catalogue, les magasins et le site Web de Sharper Image et ce dans le cadre d'une période d'essai de trois mois. Quelque temps plus tard pendant ce même mois, Trump et quelques concurrents de sa série télé-réalité The Apprentice assistent à un événement dans un magasin The Sharper Image au Rockefeller Plaza afin de promouvoir les steaks. Sur ce lancement, Jerry Levin, le PDG de The Sharper Image, explique « Je n'avais jamais vu autant de monde à une conférence de presse de ma vie. [...] C'était bondé. Tous les médias étaient représentés. »
La viande est fournie par Buckhead Beef, une société basée à Atlanta, qui fournissait également de la viande à de nombreux hôtels-casino de Trump. Des burgers et des saucisses sont également vendus sous le nom de Trump Steaks. Les steaks sont certifiés angus par l'USDA, et sont vendus sous forme de quatre paquets à des prix allant de 199 $ à 999 $ avec le slogan « The World's Greatest Steaks » (« Les meilleurs steaks du monde »). Une carte-cadeau Trump Steak est également vendue au prix de 1 037 $.
Trump figure dans le numéro de juin 2007 du magazine The Sharper Image afin de promouvoir les Trump Steaks. Le 5 juin 2007, la marque fait ses débuts sur la chaîne de télé-achat QVC, Trump faisant une apparition sur le réseau.
Les Trump Steaks sont vendus uniquement via The Sharper Image pendant deux mois, avant d'être abandonné. Selon le PDG de la société, Jerry W. Levin, le produit a échoué : « nous n'avons pratiquement pas vendu de steaks », bien que les publicités mettant en vedette la photo de Trump aient incité les clients à acheter d'autres produits. D'après le Bureau américain des brevets et des marques de commerce, Donald Trump renonce à la marque en décembre 2014.

### Élection présidentielle de 2016
Au cours de la campagne de la présidentielle américaine de 2016, un Super PAC soutenant John Kasich produit un spot publicitaire raillant les steaks de la marque. Les steaks de Bush Brothers Provision Co. sont exposés lors de la conférence de presse de Trump en Floride, célébrant ses dernières victoires à la primaires le 8 mars 2016, au cours desquelles Trump les a qualifiés de « Trump Steaks ». Le vin et l'eau de marque Trump sont également présentés, comme un exemple du succès de Trump dans les affaires. Les observateurs notent que les steaks nommés par Trump ont été produits par un boucher à West Palm Beach, en Floride. Dans une interview avec Anderson Cooper le jour suivant, Trump avoue qu'il ne traitait pas les steaks mais qu'il les achetait plutôt à des fournisseurs locaux. En avril 2016, les seuls endroits où les steaks peuvent encore être achetés sont les différentes propriétés de Trump.

## Accueil

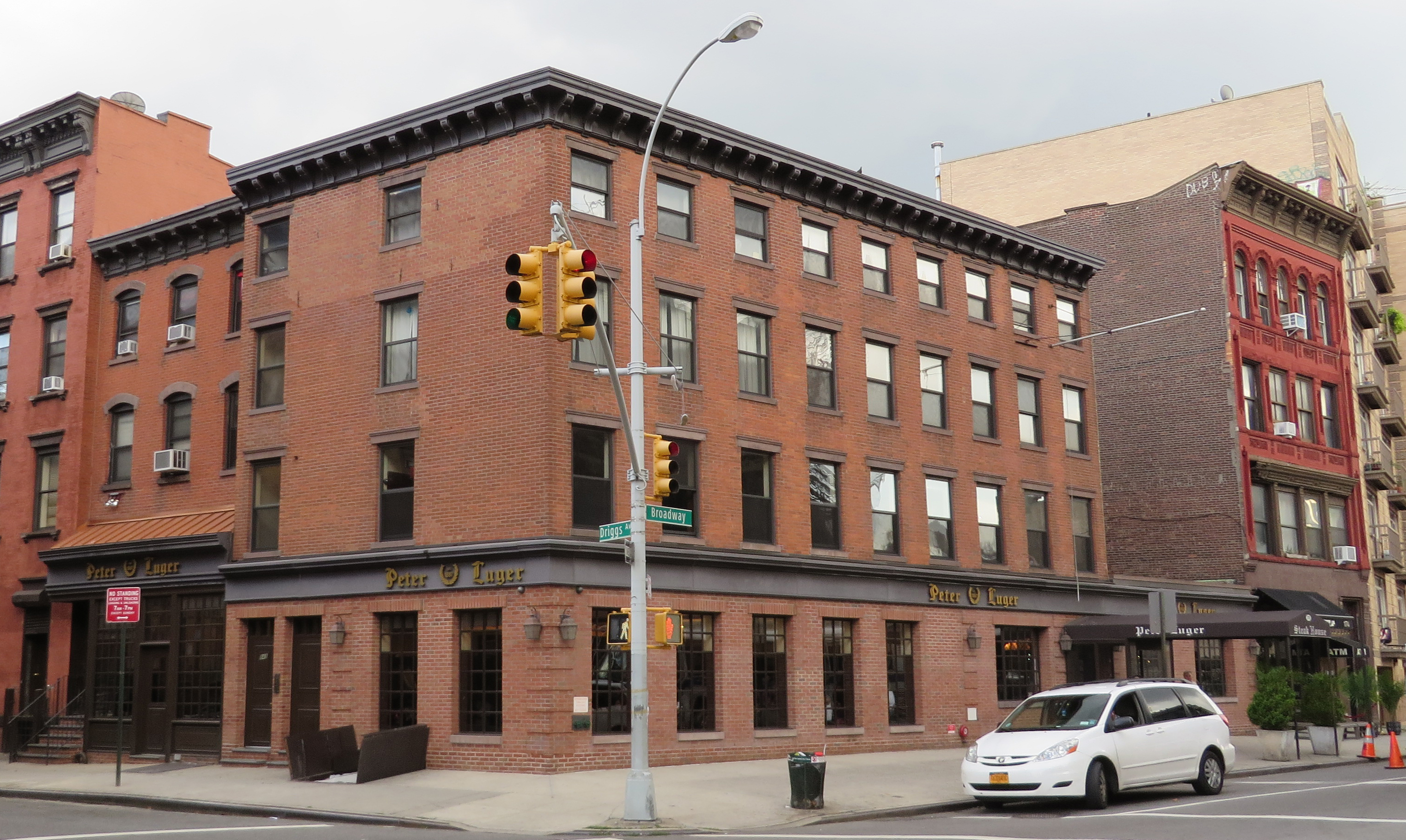
Selon le New York Post, les Trump Steaks n'égalent pas ceux de la Peter Luger Steak House.

À leur sortie, le New York Post effectue un test à l'aveugle pour comparer les Trump Steaks avec la viande de trois établissements new-yorkais. Les Trump Steaks obtiennent une note de 7,5 sur 10, une note plus élevée que celles de Tad's Steaks (un restaurant situé à l'intersection de la Septième avenue et de la 47e rue) et que celles d'une boucherie du quartier de Greenwich Village. Cependant, ce sont les steaks de la Peter Luger Steak House (en) (souvent présenté comme le meilleur restaurant à viande de la ville, d'après le journal) qui remporte le test avec une note de 9,5 pour une viande à environ 35 $ la livre contre 50 $ la livre pour les Trump Steaks. L'Associated Press et The Oklahoman ont écrit des critiques positives sur les steaks, mais ont également noté les prix élevés. Le Palm Beach Post également émet une critique positive, donnant aux steaks un « A » et écrit, « Trump ne blague pas. Nos panélistes ont pu à peine croire à quel point les 16-once bone-in rib-eye était savoureux et tendre. » Cependant, le prix élevé des steaks a également été noté.
En 2015 et 2016 respectivement, Time et le New York Daily News inclus les Trump Steaks sur la liste des échecs commerciaux de Trump, tandis que le site internet Vox note que les vieux avis de Trump Steaks présent sur le site Web de QVC étaient à peu près partagés.